# Siamspinops aculeatus
Siamspinops aculeatus (voorheen geplaatst in het geslacht Selenops) is een spinnensoort in de taxonomische indeling van de Selenopidae.
Het dier behoort tot het geslacht Siamspinops. De wetenschappelijke naam van de soort werd voor het eerst geldig gepubliceerd in 1901 door Eugène Simon.